# 群馬縣公安委員會
群馬縣公安委員會（日语：／ Gunmaken kō'an-i'inkai */?）是由群馬縣知事所轄，負責管理群馬縣警察的行政委員會，由3名委員組成。

## 委員
- 委員長
  - 塚越裕子
- 委員
  - 兒玉三郎
  - 丸山和貴

## 下部組織
- 群馬縣警察

## 外部連結
- 群馬県公安委員会 （页面存档备份，存于）